# جامعة ليفربول
جامعة ليفربول (بالإنجليزية: The  University of Liverpool) هي جامعة بحثية حكومية تقع في مدينة ليفربول، إنجلترا. تأسست عام 1881 باسم كلية جامعة ليفربول، وكانت جزءًا من جامعة فيكتوريا، ثم حصلت على الميثاق الملكي من الملك إدوارد السابع عام 1903، مما منحها الحق في منح الدرجات العلمية بشكل مستقل. تحتفظ الجامعة بعدد من المواقع المُدرجة في قائمة التراث الوطني البريطاني، مثل مستشفى ليفربول الملكي (الذي تعود أصوله إلى عام 1749)، وحدائق نيس النباتية، ومعرض ومتحف فيكتوريا.
تنظم الجامعة نفسها في ثلاث كليات تضم 35 مدرسة وقسمًا، وتقدّم أكثر من 230 برنامجًا للبكالوريوس في 103 تخصصات. كما تُعد من الأعضاء المؤسسين في مجموعة راسل، وهي مجموعة من الجامعات البريطانية البحثية المرموقة، وأيضًا عضو مؤسس في مجموعة N8، وهي تحالف بحثي في شمال إنجلترا. استُلهم مصطلح "جامعة القرميد الأحمر" من مبنى فيكتوريا بالجامعة، ولهذا تدّعي الجامعة أنها الجامعة الأصلية التي انبثق منها هذا الوصف، وتستخدمه في شعار علامتها التجارية.
تعتبر جامعة ليفربول الأولى في المملكة المتحدة التي أنشأت أقسامًا في علوم المحيطات، التصميم المدني، العمارة، الكيمياء الحيوية (في مختبرات جونستون)، كما كانت الجامعة الأولى التي أنشأت حرمًا جامعيًا مستقلاً في الصين، وهي جامعة شيان جياوتونغ - ليفربول. وأيضًا أسست مدرسة ليفربول للرياضيات، وهي مدرسة متخصصة في رياضيات المستوى A (الثانوية العامة)، تقع داخل الحرم الجامعي. وقد أعلنت الجامعة كذلك عن ثاني حرم جامعي دولي لها في الهند.
تُعد جامعة ليفربول تاسع أكبر جامعة في المملكة المتحدة من حيث حجم الوقف المالي. وفي العام الأكاديمي 2023/2024، بلغ دخل الجامعة 705.3 مليون جنيه إسترليني، منها 123.3 مليونًا من منح وعقود بحثية، بينما بلغت مصروفاتها 515.8 مليون جنيه إسترليني.
حتى عام 2024، تضم الجامعة أربعة زملاء أكاديميين في أكاديمية العلوم الاجتماعية، وزميلًا واحدًا في الأكاديمية البريطانية. وقد ارتبط بها عشرة فائزين بجائزة نوبل، سواء كخريجين أو كأعضاء في هيئة التدريس، وبرز خريجوها في مجالات الطب، والقانون، والأعمال، والهندسة، والفنون، والسياسة، والتكنولوجيا. ويحمل خريجو الجامعة الرمز Lpool بعد أسمائهم للإشارة إلى انتسابهم للجامعة.

## تاريخ
- بداية الجامعة كان عام 1881 عندما أسست كلية ليفربول الجامعية وفي عام 1882 بدأت عملها ككلية بعدد 45 طالب. تطورت الكلية سريعا وأنضم للعمل فيها نخبه من المدرسين ممن كان حائزا على جوائو نوبل في مختلف العلوم وفي عام ال1892 تم أفتتاح مبنى فكتوريا الشهير.
- في عام 1899 بدأ تأسيس كلية ليفلربول للعلوم الطبية المتوسطية والتي عين رونالد روس (الذي نال جائزة نوبل لاحقا لبحثه في مرض الملاريا) رئيسا للكلية.
- في عام 1903 تم تحويل كلية ليفربول إلى جامعة بريطانية رسمية وشهدت توسعا هائلا منذ ذلك الوقت كما تعاقب في التدريس فيها عدد من العلماء والتي أجروا بحوثا ونالوا جوائز نوبل مختلفه لعل من أشهرهم تشارلز باركلاز الحائز على جائزة نوبل عام 1917 لأبحاثة في مجال ال ( X-Ray) أشعة أكس، والسير جيمز تشادويك أيضا في الفزياء الأكتشافه النيوترون.

## التنظيم
تضم جامعة ليفربول اليوم أكثر من 18000 طالب و 4500 موظف وعائدات الجامعة السنوية حوالي 245 مليون جنيهاسترليني عام 2004 2005 حوالي نصف مليار دولار. 90 مليون جنيه عائدات الأبحاث العلمية في الجامعة.
تتكون جامعة ليفربول اليوم 6 كليات رئيسية تنقسم إلى 54 دائرة أكادمية وتدرس 247 درجة بكالوريوس عام 2004، كليات الجامعة هي:
- كلية الأداب
- كلية الهندسة
- كلية الطب
- كلية البيطرة
- كلية العلوم
- كلية علوم الاجتماع والبيئة

## الحرم الجامعي والموقع
جامعة ليفربول عبارة عن جامعة مدنية ولا يوجد حرم جامعي بل تنتشر مباني الكليات والدوائر الأكادمية التابعة للجامعة في مواقع متفرقة من مدينة ليفربول، معظم مباني الجامعة تقع في حول وسط المدينة. تعتبر بعض مباني جامعة ليفربول من المعالم المهمة للمدينه تظرا لعراقتها وقدمها.

## عن الجامعة
- تدرس ليفربول على النظام البريطاني وهو عبارة عن فصول معتمدة.
- خرجت الجامعة 3,254 طالب بكالوريوس و 1,179 ماجستير و 313 دكتوراه عام 2004.
- نال على الأقل 4 أشخاص جائزة نوبل من خرجين جامعة ليفربول عدا عن العدد الكبير للمدرسين الذين درسوا فيها
- تحتل كلية البيطرة المرتبة الأوالى بريطانيا حسب تصنيف جريدة التايمز للجامعات البريطانية
- تتعاون الجامعة مع 400 شريك صناعي لتطوير الأبحاث منها كبرى الشركات الصناعية العالمية
- أول جامعة في أوروبا تنشئ قسم للدراسات الشركات الالكترونية (E-Business)

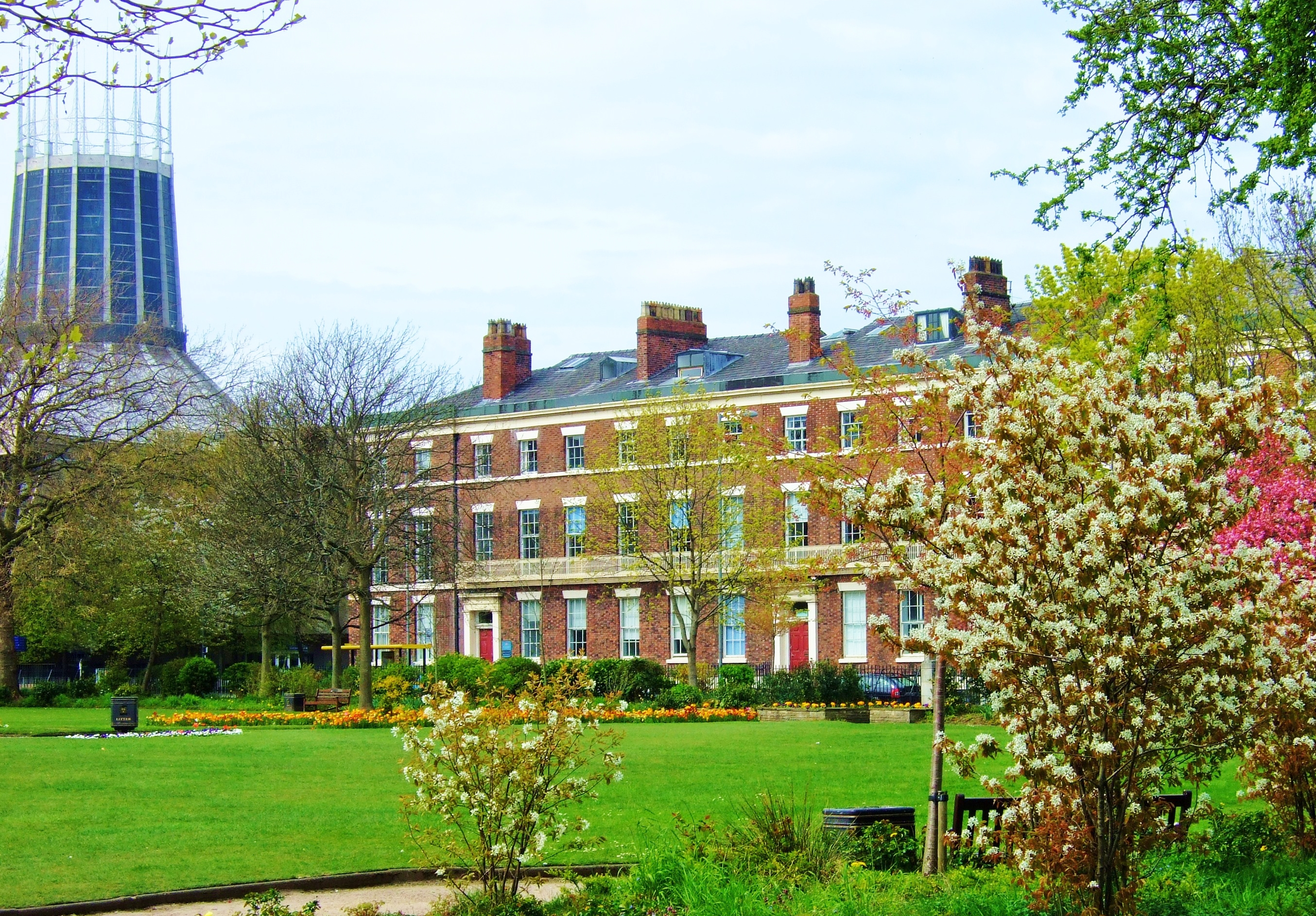
أبركرومبي سكوير، جامعة ليفربول

## خريجو الجامعة
- دكتور جلال الدين محمد إبراهيم كاتب عمود الصفر البارد بالصحف السودانية ( السودان )
- عبد الرحمن السميط - طبيب كويتي راد أعمال خيرية

## وصلات خارجية
- الموقع الرسمي لجامعة ليفربول